# امپفینگن
امپفینگن (به آلمانی: Empfingen) یک شهر در آلمان است که در Freudenstadt واقع شده‌است. امپفینگن ۴٬۱۲۲ نفر جمعیت دارد.

## خواهرخوانده
شهر La Roche-Blanche خواهرخواندهٔ امپفینگن هست.